# Karnataka
För andra betydelser, se Karnataka (olika betydelser).
Karnataka är en delstat i södra Indien och är hem för dem som talar språket kannada. Även kodava takk, tulu och konkani talas här.

Karnatakas flagga.

## Historia

### Nyare historia
Det område som nu kallas Karnataka blev en delstat 1956 genom att den tidigare delstaten Mysore utökades med andra kannadatalande områden. Delstaten fick dock sitt nuvarande namn först 1 november 1973. Innan britterna tog över 1831 härskade maharadjan av Mysore över stora delar av området. 
Så sent som 1898 härjade en pestepidemi.

### Äldre historia
Delstatens namn kommer av Karnata eller Karnataka som är sanskritisk namnform (egentligen ett dravidiskt ord med betydelsen "svart land") för det folk av dravidisk stam i Sydindien som vanligen går under benämningen Kanarese, numera kannada, och ett gammalt hindurike som sträckte sig från Gandigama till Kap Comorin och upplöstes på 1000-talet. 
I Brittiska Indien omfattade "Karnatik" södra delen av presidentskapet Bombay, med huvudort Hubli och omfattande det gamla Karnata jämte Chola och Pandya och var en del av det av Vetala grundade rajputriket Vijayanagar med huvudstaden Vijayavanpura, som i mitten på 1500-talet erövrades av de muslimska härskarna av Bijapur och Golconda och sedan införlivades med Aurangzebs (1686) rike. Omkring 1750 var Karnataka en nästan självständig småstat under nawaben av Arcot; 1856 införlivades det med det brittisk-indiska riket. 
Karnatik var även namn på ett landskap i presidentskapet Madras vid Bengaliska viken som omfattade distrikten Nellore, Chengalpat, norra och södra Arcot, Salem, Trichinopoly, Tanjore, Madurai och Tinnivelli, där befolkningen i allmänhet talade tamil och telugu.
Baindoor var ett mindre furstendöme som uppstod efter Vijayanagars fall. Det ingår nu i Karnataka.

## Samhälle
Vid sidan av den hinduiska majoriteten finns här även en jainistisk minoritet som är större än den muslimska.
Läskunnigheten är 67,04 procent totalt, 76,29 procent bland männen och 57,45 procent bland kvinnorna.

## Administrativ indelning
|    | Distrikt         | Huvudstad        | Yta        |
| 1  | Bagalkot         | Bagalkot         | 6.575 km²  |
| 2  | Bangalore Urban  | Bangalore        | 2.190 km²  |
| 3  | Bangalore Rural  | Bangalore        | 5.815 km²  |
| 4  | Belagavi         | Belagavi         | 13.415 km² |
| 5  | Ballari          | Ballari          | 8.450 km²  |
| 6  | Bidar            | Bidar            | 5.448 km²  |
| 7  | Vijapura         | Vijayapura       | 10.494 km² |
| 8  | Chamarajanagar   | Chamarajanagar   | 5.101 km²  |
| 9  | Chikkamagaluru   | Chikkamagaluru   | 7.201 km²  |
| 10 | Chitradurga      | Chitradurga      | 8.440 km²  |
| 11 | Dakshina Kannada | Mangaluru        | 4.560 km²  |
| 12 | Davanagere       | Davanagere       | 5.924 km²  |
| 13 | Dharwad          | Hubballi-Dharwad | 4.260 km²  |
| 14 | Gadag            | Gadag-Betigeri   | 4.656 km²  |
| 15 | Kalaburgi        | Kalaburgi        | 16.224 km² |
| 16 | Hassan           | Hassan           | 6.814 km²  |
| 17 | Haveri           | Haveri           | 4.823 km²  |
| 18 | Kodagu           | Madikeri         | 4.102 km²  |
| 19 | Kolar            | Kolar            | 8.223 km²  |
| 20 | Koppal           | Koppal           | 7.189 km²  |
| 21 | Mandya           | Mandya           | 4.961 km²  |
| 22 | Mysuru           | Mysuru           | 6.854 km²  |
| 23 | Raichur          | Raichur          | 6.827 km²  |
| 24 | Shivamogga       | Shivamogga       | 8.477 km²  |
| 25 | Tumakuru         | Tumakuru         | 10.597 km² |
| 26 | Udupi            | Udupi            | 3.880 km²  |
| 27 | Uttara Kannada   | Karwar           | 10.291 km² |

## Ekonomi
Karnataka står för 90 % av Indiens guldproduktion. Den traditionella produktionen i delstaten inkluderar kaffe, siden och elfenbenssnide.
Delstatsregeringen satsar hårdare än någon annan på IT-baserad myndighetsutövning vilket också återspeglas på industrin; elektronik och dataindustri är de största branscherna.